# Archer Blood
Pour les articles homonymes, voir Blood.
Archer Kent Blood, né le 20 mars 1923 et mort le 3 septembre 2004, était un diplomate américain au Bangladesh. Il est célèbre pour l'envoi de la très ferme « Blood Telegram » protestant contre les atrocités commises dans la guerre de libération du Bangladesh.

## Biographie
Archer Blood est né à Chicago.  Il est diplômé de l'école secondaire à Lynchburg. Il a également reçu un diplôme de maîtrise en relations internationales de l'université George-Washington en 1963. Il a servi dans l'US Navy dans le Pacifique Nord durant la seconde guerre mondiale. Il a rejoint le service extérieur des États-Unis en 1947. Blood est mort d'athérosclérose le 3 septembre 2004 à Fort Collins dans le Colorado, où il vivait depuis 1993.